# I Legislatura Espanyola
La I legislatura d'Espanya va començar el 23 de març de 1979 quan, després de la celebració de les eleccions generals, es van constituir les Corts Generals, i va acabar el 31 d'agost de 1982, amb la dissolució de les mateixes.
La Unió de Centre Democràtic va obtenir majoria simple al Congrés dels Diputats. Adolfo Suárez va ser investit president del Govern i va formar el seu tercer Govern. Va dimitir el 29 de gener de 1981. El seu substitut al capdavant de l'executiu va ser Leopoldo Calvo-Sotelo, en la sessió del qual d'investidura es va produir el fallit cop d'estat del 23 de febrer de 1981. Va ser la primera legislatura després de la proclamació de la Constitució Espanyola de 1978.

## Composició
- Unió de Centre Democràtic: 168

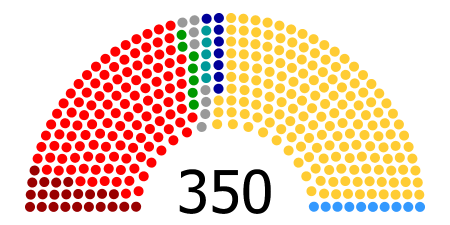
Composició del Congrés dels Diputats

- Partit Socialista Obrer Espanyol: 96
- Partit Comunista d'Espanya + Partit Socialista Unificat de Catalunya: 23
- Partit dels Socialistes de Catalunya: 17
- Coalició Democràtica: 9
- Convergència i Unió: 9
- Euzko Alderdi Jeltzalea: 7
- Partit Socialista d'Euskadi: 6
- Partit Andalusista: 5
- Grup Mixt: 8

## Inici de la legislatura

### Eleccions Generals
La Constitució espanyola es va promulgar el 29 de desembre de 1978 amb la publicació de la mateixa en el Butlletí Oficial de l'Estat. En compliment de la disposició transitòria vuitena de la Constitució, es van dissoldre les Corts i es van convocar les eleccions generals de 1979 a través del Reial decret 3073/1978, de 29 de desembre.
Els resultats d'aquestes primeres eleccions generals constitucionals van donar la victòria a Unió de Centre Democràtic (UCD) amb una majoria simple de 168 escons, seguit del Partit Socialista Obrer Espanyol (PSOE) amb 121 escons. El Partit Comunista d'Espanya (PCE) va obtenir 23 escons i Coalició Democràtica (CD) va obtenir 10 escons.

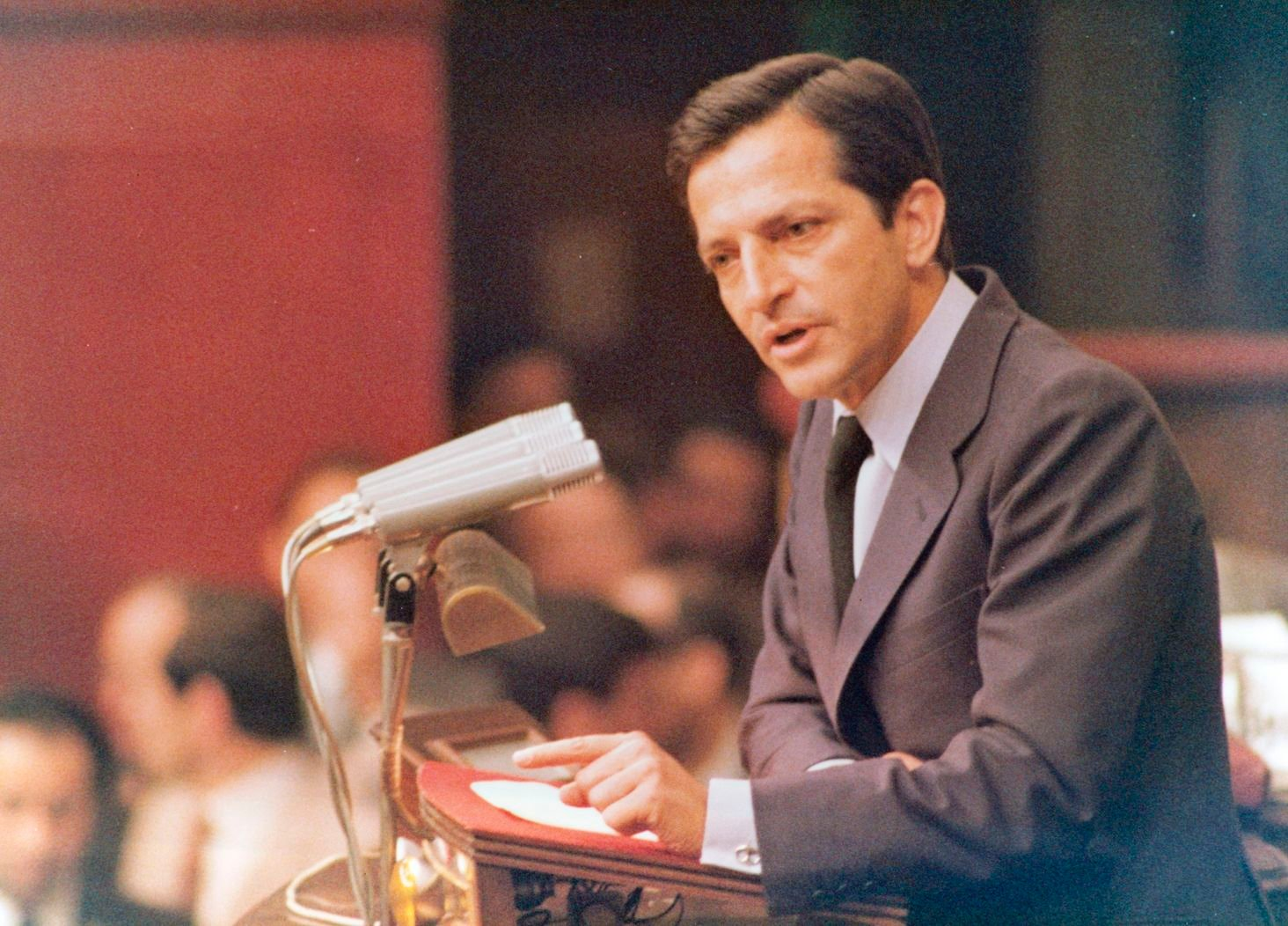
Discurs d'investidura d'Adolfo Suárez del 30 de març de 1979

Entre el 24 i el 28 de març de 1979 el rei Juan Carlos I va realitzar una ronda de consultes amb els representants dels partits parlamentaris per buscar un candidat a president del Govern. Al final de la mateixa, el rei va proposar a Adolfo Suárez com a candidat. La mesa del Congrés dels Diputats va acordar celebrar la sessió d'investidura el 30 de març.
Adolfo Suárez va exposar el seu discurs d'investidura al Congrés dels Diputats. El candidat va assenyalar com una de les grans coordenades de la seva política general el desenvolupament constitucional. El president del Congrés dels Diputats, Landelino Lavilla, va impedir l'existència d'un debat previ a la votació. Adolfo Suárez va revalidar el càrrec de president del Govern per majoria absoluta gràcies al suport dels diputats de UCD, CD, PSA, PAR i UPN.

## Economia
Espanya enfrontà una greu crisi econòmica. L'agost de 1979, el Govern va presentar el seu pla econòmic, i al juliol, va decretar l'ampliació de l'energia nuclear. El nombre de cotitzadors a la Seguretat Social era similar al de 1973. Per a l'any 1980, es va aprovar una llei bàsica d'ocupació. L'any 1982, es va iniciar la reconversió de la siderúrgia. Aquest seria el primer pas de la reconversió industrial que es va dur a terme al país al llarg de la dècada dels 80, amb el govern socialista de Felipe González.

## Política interior

### Terrorisme
Es produeix un gran increment del terrorisme i el 29 d'octubre es va aprovar una nova llei antiterrorista. Al febrer, Joan Carles I va realitzar una visita a Euskadi.
El 26 de maig de 1979 l'explosió d'una bomba en la cafeteria Califòrnia, 47, de Madrid, provoca vuit morts i prop de quaranta ferits. L'atemptat és atribuït per error als GRAPO.
L'11 de novembre de 1979, el diputat de la UCD Javier Rupérez és segrestat a Madrid per l'organització ETA politicomilitar, que exigeix la posada en llibertat de cinc presos bascos i la creació, per part del Consell General Basc, d'una comissió investigadora sobre tortures a Euskal-Herria.
El 20 de desembre el Congrés convalida, per un sol vot de diferència, el decret llei que prorroga la Llei Antiterrorista, considerada anticonstitucional per alguns grups parlamentaris.
El 23 de maig de 1981, un comando assalta el Banc Central de Barcelona i presa com a ostatges més de dues-centes persones. Els assaltants exigeixen l'alliberament de diversos processaments en el sumari del 23-F. El dia 24 finalitza l'assalt al Banc Central de Barcelona amb el balanç d'un mort i deu detinguts.
El 9 de juliol de 1981 els membres del GRAPO, Sánchez Casas i Rodríguez García, són condemnats a dos-cents setanta anys de presó per la seva intervenció en l'atemptat de "Califòrnia 47" a Madrid.
El 5 de setembre de 1981, mor en enfrontament amb la policia a Barcelona el considerat màxim responsable dels GRAPO, Enrique Cerdán Calixto.

### Procés de creació d'autonomies
El 18 de desembre de 1979, s'aproven l'Estatut d'Autonomia de Catalunya i el del País Basc. A Catalunya, amb una participació del 59,70 %, l'Estatut és aprovat per un 88,14 % de vots afirmatius. Al País Basc la participació aconsegueix el 59,77 % i l'Estatut és aprovat per un 90,29 % de vots afirmatius.
El 21 de desembre de 1980 el referèndum sobre l'Estatut d'Autonomia de Galícia, resulta aprovat per un 73,35 % de vots afirmatius, amb una participació del 28,26 % de l'electorat.
L'estatut d'Andalusia va generar gran polèmica. Se celebrà el referèndum de ratificació de la iniciativa autonòmica a Andalusia per la via de l'article 151 de la Constitució. Els vots positius arribaren a assolir la majoria necessària a la província d'Almeria, mentre que s'aconseguí una majoria folgada en la resta de les províncies andaluses. El referèndum d'iniciativa autonòmica no prosperà al no haver-se aconseguit la majoria absoluta de vots afirmatius sobre el cens en cada província.
El 20 d'octubre de 1981 és aprovat en referèndum l'Estatut d'Autonomia d'Andalusia amb un 89,38 % de vots afirmatius. La participació aconsegueix el 53,49 % del cens electoral.
L'any 1980, la UCD va determinar que els estatuts d'autonomia encara no establerts, haurien de seguir la via de l'article 145. A la fi del mateix any, el Gobierno va concedir facultats tributàries a la Eusko Jaurlaritz.
Es van promulgar les lleis orgàniques de finançament del procés autonòmic (LOFCA) en 1980 i la de la seva harmonització (LOAPA) en 1982, molts dels articles dels quals serien posteriorment declarats inconstitucionals. Es va crear també el Fons de compensació interterritorial.
Van entrar en vigor els Estatuts d'Autonomia d'Astúries i Cantàbria l'1 de febrer de 1982, Estatut d'Autonomia del País Valencià, Múrcia i La Rioja el 16 de juliol i els de Aragó, Castella-la Manxa, Canàries i Navarra/Nafarroa el 16 d'agost.

## Mesures socials
El 20 de desembre de 1979, el Congrés aprova el projecte de Llei de l'Estatut dels Treballadors. El 23 de setembre de 1980, el Congrés aprova la Llei Bàsica d'Ocupació, amb les crítiques dels Secretaris Generals dels sindicats majoritaris: UGT i CCOO. El 22 de juny, el Congrés dels Diputats aprova el projecte de Llei de Divorci.

## Ensenyament, cultura i religió
Es destaca la celebració a Espanya de la Copa Mundial de Futbol de 1982. La selecció italiana va sortir-ne victoriosa. La selecció espanyola fou eliminada en la segona ronda.
El viatge de Joan Pau II a Espanya es va ajornar fins al final de la legislatura perquè no interferís en les eleccions generals del 28 d'octubre de 1982. El Pontífex va ser rebut per un govern en funcions, presidit per Calvo-Sotelo, després d'haver-se produït la majoria absoluta del PSOE.

## Moció de censura de Felipe González
El PSOE va presentar una moció de censura contra el president del Govern i amb Felipe González com a alternativa. La votació es va celebrar el 30 de maig de 1980. Encara que Adolfo Suárez va aconseguir superar la moció de censura per 166 vots en contra, 152 favorables i 21 abstencions, la seva imatge va quedar molt deteriorada de cara al públic, ja que el debat del Congrés va ser retransmès en directe per TVE 1.

## Dimissió d'Adolfo Suárez
El 29 de gener de 1981, Adolfo Suárez va presentar al rei Juan Carlos I la seva dimissió com a president del Govern. La dimissió d'Adolfo Suárez ha estat font d'una minuciosa anàlisi, i la majoria ressalta la deteriorada situació per la qual passava el seu partit, que, aleshores, les discrepàncies internes eren molt presents a l'hora de dur a terme les tasques de Govern, i a mesura que avançava la legislatura, aquestes foren cada volta més notòries.
D'altres assenyalen com a factor clau la pèrdua de suport del Rei a Adolfo Suárez, ja que Joan Carles I havia estat molt present en l'activitat del President del Govern, i est va estar recolzat pel monarca en diverses situacions. Finalment, uns altres afirmen que les pressions de l'extrema dreta van tenir molt a veure en la decisió d'Adolfo Suárez de deixar el Govern.

## Investidura de Calvo-Sotelo
Després de la dimissió d'Adolfo Suárez, la UCD va proposar a Leopoldo Calvo-Sotelo com a candidat a President del Govern. El 18 de febrer Leopoldo Calvo-Sotelo va exposar davant el Ple del Congrés dels Diputats el seu programa de Govern per obtenir la investidura de la Càmera, però no va obtenir en la primera votació la majoria necessària, 176 vots. El divendres 20 de febrer de 1981 es va realitzar la primera votació d'investidura de Calvo-Sotelo, que va obtenir el resultat de 169 vots a favor, 158 en contra i 17 abstencions.

### Intent de colp d'estat
El 23 de febrer, durant la segona votació de la investidura de Leopoldo Calvo-Sotelo, es va produir un intent de colp d'estat: aproximadament uns dos-cents agents armats de la Guàrdia Civil, comandants pel tinent coronel Antonio Tejero, prengueren el Congreso amb el Govern espanyol i els diputats com a hostatges. Jaime Milans del Bosch, capità general de la Tercera Regió Militar (País Valencià), prengué la ciutat de València i decretà el toc de queda. Els secretaris d'estat i els sotssecretaris van assumir la governació estatal.
Durant la matinada del 24 de febrer, el Rei va dirigir un missatge als espanyols a través de Ràdiotelevisió Espanyola, en el qual va ordenar el manteniment de l'ordre institucional votat pel poble espanyol. El general Milans del Bosch va ordenar la retirada de les tropes de la ciutat de València. Després de 17 hores i del pacte del capó, els membres del Parlament van ser alliberats.
El 25 de febrer es va tornar a realitzar la segona sessió d'investidura. Leopoldo Calvo-Sotelo va obtenir la majoria absoluta i va ser investit president del Govern. Durant la sessió d'investidura es va llegir una declaració institucional a favor de la Constitució i la democràcia. El resultat va ser de 186 vots a favor (UCD, CD, CiU, PAR, UPN i 1 del GM) i 158 en contra (PSOE-PSC, PCE-PSUC, UN, PSA, EAJ-PNB, ERC, EE i 3 del GM). Els 3 diputats d'Herri Batasuna no van assistir-hi.

## Relacions institucionals
El 10 d'abril de 1980, el Govern va conversar amb el Regne Unit a Lisboa sobre Gibraltar, mentre França liderava l'oposició al fet que Espanya entrés en la Comunitat Econòmica Europea (actual Unió Europea).
A l'abril de 1981, durant un viatge a Alemanya, Calvo-Sotelo va manifestar el seu interès perquè Espanya s'incorporara a l'OTAN, la qual cosa va ser molt criticat pel PSOE. Espanya va subscriure, no obstant això, l'ingrés en l'OTAN el 30 de maig.